# マクラーレン・MP4-17
マクラーレンMP4-17 (McLaren MP4-17) は、マクラーレンが2002年のF1世界選手権に投入したフォーミュラ1カー。デザイナーはエイドリアン・ニューウェイ。2002年の開幕戦から最終戦まで実戦投入された。2003年には改良型のMP4-17Dを開幕戦から最終戦まで使用した。

## MP4-17
MP4-17より、タイヤメーカーをブリヂストンからミシュランに変更した。また、前作のMP4-16はフロントサスペンションにシングルキールを採用していたが、このマシンからツインキールに変更された。フロントノーズは若干下げられ、フロントウイングが3エレメントとなっている。排熱装置として使用されたチムニーは廃止され、ウイングレットと合わさった形状のものに置き換えられた。しかし開幕戦以降は大型フィン1枚と排熱口が上下に並んだ形状のものに改修された。

### 2002年シーズン
ミカ・ハッキネンの休養(後に引退)に伴い、彼の推薦もありザウバーからキミ・ライコネンを獲得した。開幕戦ではいきなりライコネンが3位表彰台を獲得。しかし、このあと第8戦まで入賞することができなかった。第11戦フランスGPでは終盤トップを走行していたが、トヨタのアラン・マクニッシュのマシンからのオイルに乗ってコースオフ。その瞬間を見逃さなかったミハエル・シューマッハにかわされ2位完走。初優勝はお預けとなった。また、リタイヤを10回も喫したことが響き、ランキングは6位に終わった。
デビッド・クルサードはハッキネンの離脱によってエースドライバーとなった。しかし、この年はフェラーリのF2002、ミハエル・シューマッハという強力なタッグを相手にして、勝機は少なかった。第7戦モナコGPではスタートでトップを奪い、そのままチェッカーを受けてマクラーレン唯一の勝利を挙げた。ライコネンとは対照的にリタイヤは4回だった。
ミシュランとのマッチングは期待されたほどではなく、コンストラクターズランキングでもウィリアムズ・BMWに越され3位となった。

### スペック

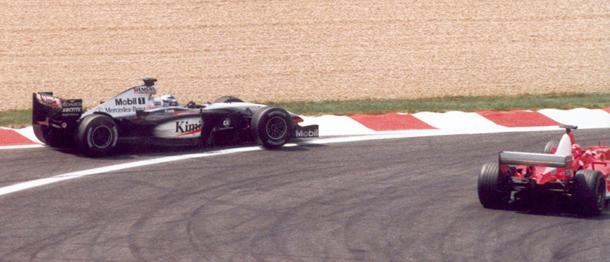
2002年フランスGPでミハエル・シューマッハにパスされる、キミ・ライコネンがドライブするMP4-17

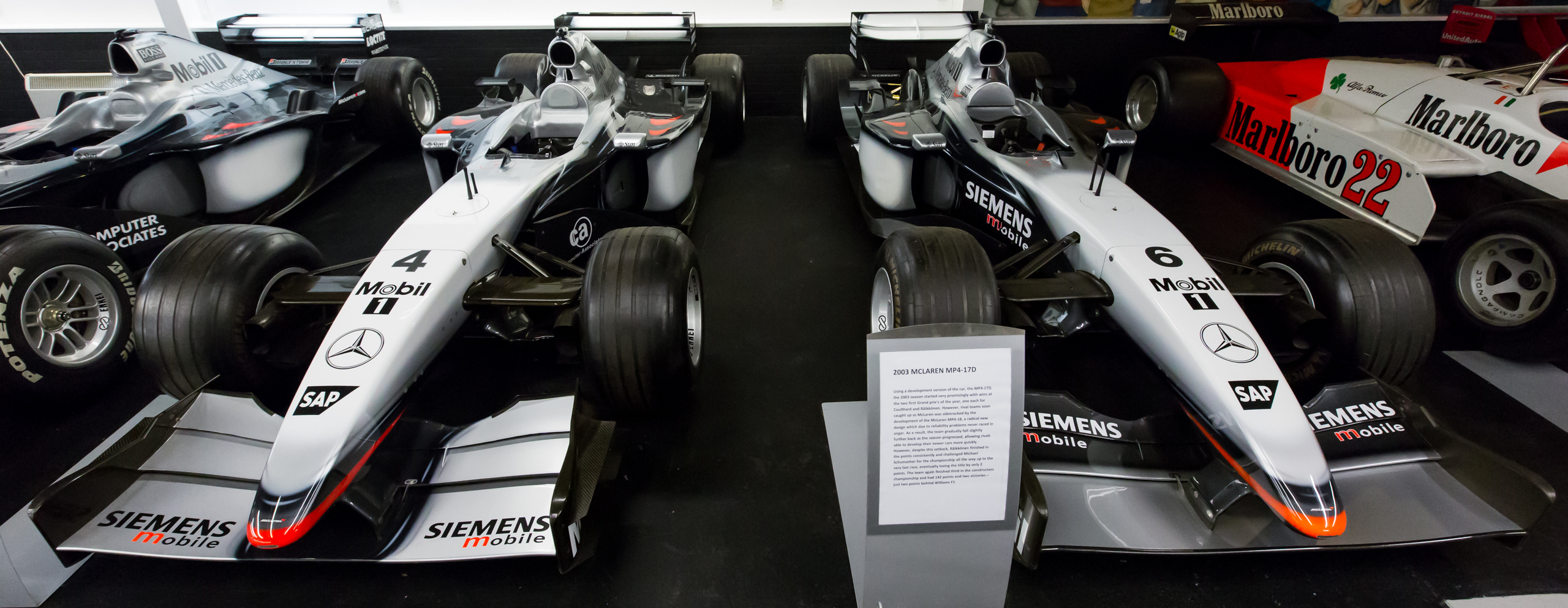
MP4-17（左#4）とMP4-17D（右#6）、ドニントン・グランプリ・コレクション展示

#### シャーシ
- ダンパー マクラーレン
- クラッチ AP
- ブレーキキャリパー AP
- ブレーキディスク・パッド カーボンインダストリー
- ホイール エンケイ
- タイヤ ミシュラン

#### エンジン
- エンジン名 メルセデス FO110M
- 気筒数・角度 V型10気筒・90度
- 排気量 2,998cc
- スパークプラグ NGK
- 燃料・潤滑油 モービル

### 結果
| 年   | No. | ドライバー           | 1   | 2   | 3   | 4   | 5   | 6   | 7   | 8   | 9   | 10  | 11  | 12  | 13  | 14  | 15  | 16  | 17  | ポイント | ランキング |
| 年   | No. | ドライバー           | AUS | MAL | BRA | SMR | ESP | AUT | MON | CAN | EUR | GBR | FRA | GER | HUN | BEL | ITA | USA | JPN | ポイント | ランキング |
| ---- | --- | -------------------- | --- | --- | --- | --- | --- | --- | --- | --- | --- | --- | --- | --- | --- | --- | --- | --- | --- | -------- | ---------- |
| 2002 | 3   | デビッド・クルサード | Ret | Ret | 3   | 6   | 3   | 6   | 1   | 2   | Ret | 10  | 3   | 5   | 5   | 4   | 7   | 3   | Ret | 65       | 3位        |
| 2002 | 4   | キミ・ライコネン     | 3   | Ret | 12  | Ret | Ret | Ret | Ret | 4   | 3   | Ret | 2   | Ret | 4   | Ret | Ret | Ret | 3   | 65       | 3位        |

太字はポールポジション、斜体字はファステストラップ
- ドライバーズランキング
  - デビッド・クルサード 5位
  - キミ・ライコネン 6位

## MP4-17D

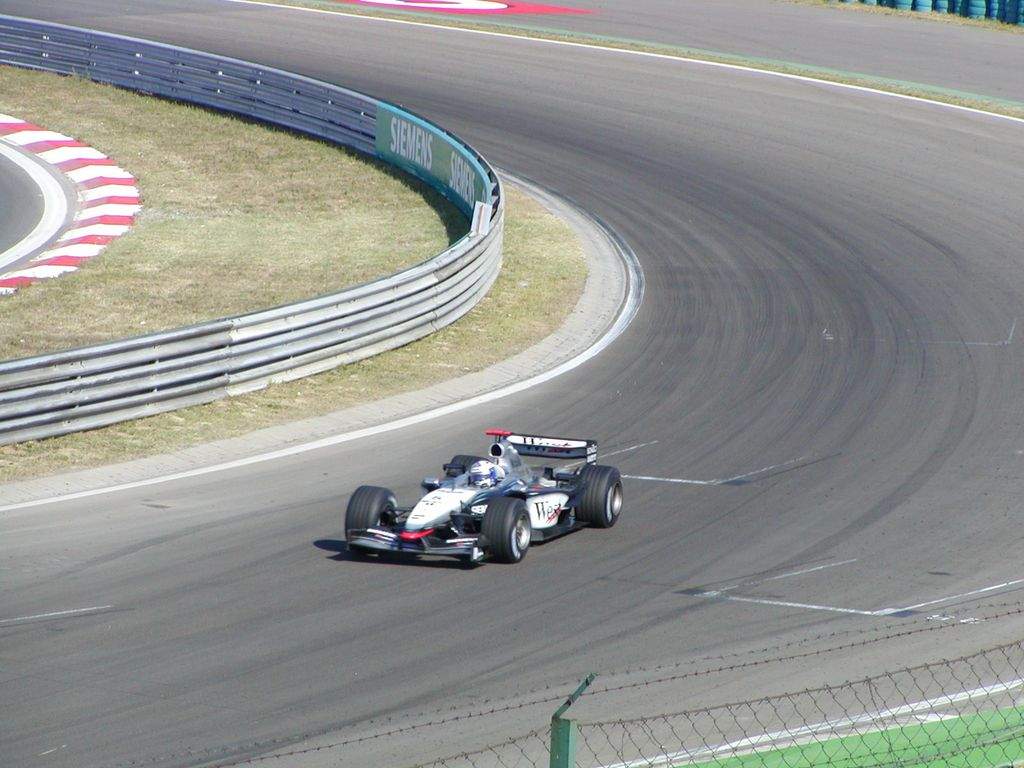
2003年ハンガリーGPにて、MP4-17Dを駆るデビッド・クルサード

MP4-17DはMP4-17のDスペックではなくDeveloperのDである。当初は2003年用の新車であるMP4-18が実戦に登場するまで使用される予定だった。しかし、MP4-18がクラッシュテスト不通過や、信頼性の低さから投入を断念することとなり、結局シーズン終了までMP4-17Dが使用された。
モノコックなどの基本的なデザインはMP4-17がベースとなっているため、開幕戦に投入されたマシンは2002年と比べてそれほどの変化は見られない。細かい所ではバージボードが今までの大型1枚ものから小型の2枚ものに変更されたほか、フロントウイングに改修が行われている。第14戦イタリアGPでリヤ周りのエアロダイナミクスを大幅に変更。MP4-18で採用されていたものを改修してMP4-17Dに搭載した。

### 2003年シーズン
ドライバーは前年からの継続。開幕戦はクルサードが第2戦はライコネンが優勝し、幸先のよいスタートを切る。その後ライコネンは優勝こそ無いものの、表彰台を確実に獲得していき、タイトル争いに絡んでいく。第15戦アメリカGPで天候の急変にうまく対応できず、ミハエル・シューマッハ1位、ライコネン2位となり、何とかタイトル獲得の可能性を残したが、9ポイント差という絶望的な状況で最終戦を迎えた。最終戦日本GPでも予選で天気が急変。ライコネンは予選8番手を確保したがミハエルは予選14番手に沈む。決勝ではライコネンは順調に順位を上げ終盤2位にまで浮上、さらにレース中の接触事故によってミハエルは最後尾に落ちた。ライコネンが優勝し、ミハエルが入賞できなければライコネンがチャンピオンとなる展開であったが、トップは同じくフェラーリのルーベンス・バリチェロが走行していた。結局バリチェロを攻略するには至らず、ライコネンが2位、ミハエルも8位入賞となり、ライコネンはたった2ポイント差でチャンピオンを逃した。
クルサードは開幕戦で優勝したが、その後は第12戦ドイツGPと最終戦日本GP以外は表彰台にあがることができず、タイトル争いに加わることも無く、ランキングはルノーのフェルナンド・アロンソのひとつ下の7位でシーズンを終えた。2003年シーズン終了後にファン・パブロ・モントーヤがマクラーレンへの2005年からの移籍を発表。クルサードは2004年いっぱいでマクラーレンを去ることが決まってしまった。

### スペック

#### シャーシ
- ダンパー ペンスキー/マクラーレン
- クラッチ AP
- ブレーキキャリパー AP
- ブレーキディスク・パッド カーボンインダストリー
- ホイール エンケイ
- タイヤ ミシュラン

#### エンジン
- エンジン名 メルセデス FO110M
- 気筒数・角度 V型10気筒・90度
- 排気量 2,998cc
- スパークプラグ NGK
- 燃料・潤滑油 モービル

### 結果
| 年   | No. | ドライバー           | 1   | 2   | 3   | 4   | 5   | 6   | 7   | 8   | 9   | 10  | 11  | 12  | 13  | 14  | 15  | 16  | ポイント | ランキング |
| 年   | No. | ドライバー           | AUS | MAL | BRA | SMR | ESP | AUT | MON | CAN | EUR | FRA | GBR | GER | HUN | ITA | USA | JPN | ポイント | ランキング |
| ---- | --- | -------------------- | --- | --- | --- | --- | --- | --- | --- | --- | --- | --- | --- | --- | --- | --- | --- | --- | -------- | ---------- |
| 2003 | 5   | デビッド・クルサード | 1   | Ret | 4   | 5   | Ret | 5   | 7   | Ret | 15  | 5   | 5   | 2   | 5   | Ret | Ret | 3   | 142      | 3位        |
| 2003 | 6   | キミ・ライコネン     | 3   | 1   | 2   | 2   | Ret | 2   | 2   | 6   | Ret | 4   | 3   | Ret | 2   | 4   | 2   | 2   | 142      | 3位        |

太字はポールポジション、斜体字はファステストラップ
- ドライバーズランキング
  - デビッド・クルサード 7位
  - キミ・ライコネン 2位